# Таро, Александр
Александр Таро́ (Alexandre Tharaud; р. 9.12.1968, Париж) — французский пианист.

## Очерк биографии и творчества
В детстве учился игре на фортепиано у Кармен Таккон-Девена́ (Taccon-Devenat), ученицы Маргерит Лонг. Окончил Парижскую консерваторию (класс Ж.Мунье) в 1985 г. Стажировался у пианистов Т. Параскивеско, Н. Магалова, К. Эльфера и Л. Флейшера. Третья премия на международном конкурсе пианистов в Барселоне (1987). Вторая премия на международном конкурсе пианистов ARD (1989).
Концертировал с Национальным оркестром Франции, Филармоническим оркестром Французского радио, Симфоническим оркестром Баварского радио, Филадельфийским оркестром и прочими всемирно известными коллективами. Играл на сценах Карнеги-Холла (Нью-Йорк), Альберт-Холла (Лондон), амстердамского Консертгебау. Участник крупных международных музыкальных фестивалей в Эдинбурге, Лондоне (BBC Proms), Экс-ан-Провансе, Москве («Декабрьские вечера»). Гастролировал в Европе (в том числе в России, 2001), Азии, США.
В репертуаре Таро сочинения для клавира и фортепиано в диапазоне от Ж.-Ф.Рамо до композиторов XXI века, с акцентом на французской музыке. Таро — первый исполнитель сочинений Р. Ганьо (Gagneux), Ж. Ленота (Lenots), Г. Коннессона (Connessons), Т. Пеку (Pécous), Т. Эскеша и др. современных композиторов. К лучшим аудиозаписям Таро относятся полное собрание (сольных) фортепианных сочинений М. Равеля (запись 2003; Edison Award, 2004), клавирных сюит Рамо (2001), камерной музыки Э. Сати (2009).
Командор Ордена искусств и литературы (2016).
Сыграл роль камео в оскароносном кинофильме «Любовь» Михаэля Ханеке (2012).